# Park Ravne 2
Park Ravne 2 je park smješten u Visokom u Bosni i Hercegovini. Svečano otvorenje održano je 21. lipnja 2016., a glavni događaj bio je glazbeni koncert Gorana Karana.
Park ima platforme za jogu i meditaciju, koncertnu pozornicu s prirodnim amfiteatrom, spiralni botanički vrt i izletnička područja. Mjesto je okruženo čempresnom šumom. U svibnju 2017. završeno je dječje igralište. Park je dom nekoliko izvora pitke vode. Marko Pogačnik je donirao i stvorio jedan megalitski krug.
Park je dom za desetine tisuća turista na godišnjoj razini, ali i za veliki broj mještana i posjetitelja iz okolice. Radnim danima to je često mjesto za školske izlete u rasponu od 500 – 700 posjetitelja.  Park je dom za oko 46 biljnih vrsta, uključujući i bršljan, maslačak, razne vrste šumarica, koprive i druge.   
Njime upravlja Fondacija Piramida Sunca, Semira Osmanagića. Park podržavaju i financiraju općinska uprava Visoko i Zeničko-dobojska županija. Općinsko vijeće Visokog proglasilo ga je parkom od značaja.